# Fermate gli sposi
Fermate gli sposi (Wedding Night) è un libro di Sophie Kinsella del 2013.

## Trama
Lottie incontra un suo vecchio amore conosciuto in Grecia qualche anno prima e i due decidono improvvisamente di sposarsi, nonostante fossero vari anni che non si incontravano. Sono legati solamente da un vecchio ricordo estivo. Programmano un matrimonio lampo, ma la sorella di Lottie e il socio di Ben sono contrarissimi e faranno di tutto per rovinargli i piani. Il racconto si svolge in un lussuoso hotel della Grecia vicino al mare.